# 流星のロックマン (アニメ)
『流星のロックマン』（りゅうせいのロックマン、Shooting Star Rockman）は、株式会社カプコンの同名のテレビゲームを原作としたテレビアニメ。

## 概要
テレビ東京の『おはコロシアム』のアニメ枠（前半）にて、休止期間を果て4年間続いた『ロックマンエクゼ』シリーズの最終作『ロックマンエグゼBEAST+』の後番組として2006年10月7日から2007年10月27日に放送された。内容・設定やキャラクターはそのまま『流星のロックマン トライブ』に受け継がれている。本作はロックマンエグゼシリーズの200年後が舞台となる。
日本国内においてソフト化はされていないが、有料の動画配信サービスなどで視聴が可能。

## 登場人物
本項での解説はテレビアニメ版独自の設定であり、原作（ゲーム版）とは若干設定が異なることに注意。

### 主要人物
星河 スバル（ほしかわ スバル）
声 - 大浦冬華
本作の主人公。FM星からやってきたウォーロックと出会い、電波変換してロックマンに変身する。ウォーロックによれば、スバルと大吾は特別で、精神を操ることができず、電波生命体と電波変換した際も自分の意識を保つことができる。
宇宙ステーションにて父親・星河大吾が行方不明になった事に大きなショックを受け、小学5年生になった直後から不登校になってしまうが、ウォーロックの要望で登校した後は、普通に通い続けるようになる。学校に行くようになってもルナ、ゴン太、キザマロをすぐには友達とは思わなかったようだが、徐々に打ち解けていく。4人で班を作って授業を受けたり給食を食べているので、お馴染み4人組と言えるほど仲良くなっている模様。
工場で電波ウイルスを倒す時に周りの機械に電波ウイルスを当ててしまい、宛先違いで送られてきた大量の荷物を「ロックマン急便」として配達する責任感も見せる。
言葉遣いは基本的には穏やかだが、喧嘩になると荒っぽい言葉を発することもある。スバルとウォーロックの引っ張り合いのせいでトランサーが壊れたのでウェーブスキャナーを使うようになり、終盤ではスターキャリアーを使うようになる。
宇田海の姿をしたキグナスの言葉から、ウォーロックが父親を殺した犯人ではないかとウォーロックを問い詰め、ウォーロックが宇宙ステーションでの出来事を伏せたために、激怒して絶交宣言をしたこともある。ウォーロックと再会した後も不信感は消えなかったが、AM星人の言葉から、ウォーロックと育んできた友情が確かなものであることを感じ、ウォーロックを信じようと決意する。
同じくAMの三賢者の力によりスターフォースの力を手に入れ、その後は戦闘中状況が不利な時によくスターブレイク（変身）するようになる。
ジェミニ・スパークの正体が、友達だと思っていたツカサだと知り衝撃を受けるが、ミソラの励ましも受けて、ジェミニを倒してツカサを救う決意をする。
その後、戦いによってアンドロメダの攻撃により電波変換が解除され気絶したが、ゴン太とキザマロの呼びかけで目を覚まし、アンドロメダを撃破した。
ツカサとは、彼の記憶が消されて穏やかな学校生活を送るようになり、改めて友達として接することができるのを喜んでいる様子。
ウォーロック
声 - 伊藤健太郎
FM星から地球へやってきた、獣のような姿（リブラから「青ライオン」と呼ばれたこともある）をした電波生命体。
仲間を裏切ってアンドロメダの鍵を盗みだし、他のFM星人から追われる身となる。地球でキグナスとの交戦中にスバルと遭遇し、追っ手の目を逃れる為にスバルのトランサーに隠れ住む。
粗暴で荒々しい性格をしているが悪人ではなく、愚痴を言いながらもスバルと共に人助けをし、徐々に人助けするのに馴染むように。そしてスバルと過ごすうちに友情を理解し、スバルに絶交宣言をされて一度は地球を出るが、再びスバルと共にキグナス達との戦いに挑む。
また、スバルの学校に興味を持った時は一昼夜を通し学校に行きたいとゴネたり、暇な時は芝刈り機に取り付いてドライブをしたりと、お茶目な一面も持つ。スバルの電波望遠鏡を弁償するために電波ペットのフリをしてコンテストに出場し、ゴン太に「不細工な熊」と言われたのは心外だった様子。
電波彗星の影響を受けた際には紳士的な性格になり、言葉遣いが常に丁寧で、戦闘時であっても話し合いで解決しようとしたり、ロックバスターを撃たなかったりバトルカードをプレデーションしなかったりと、スバルを困らせた。
宇宙ステーションから発せられているブラザーバンドの電波を敵対行為だと勘違いしたFM王の命令で、9体のFM星人を率いて宇宙ステーションを襲撃。その時に星河大吾と出会い、彼の精神を乗っ取ろうとして合体するが、大吾と合体した途端に異星人に対する憎悪が消え、反対に懐疑的で好戦的なFM王とFM星人に激しい疑問を抱く。そして大吾ら宇宙ステーションの船員を救うため、自分の能力で大吾ら宇宙ステーションの船員を電波生命体に変えた。
スバルには大吾と何があったのかや、アンドロメダの鍵がなんなのかを「何も知らねぇ」「お前には関係ない」として説明しようとしなかった。だが、事が進むにつれ、アンドロメダの鍵を自分の切り札とし、最悪でもFM王と刺し違えるつもりだと説明し、宇宙ステーションでの出来事もスバルと天地に説明した。
その後、実はAM星人であることが発覚、電波生命体に変える能力はFM星人にはないAM星人特有の能力である。
戦いが終わった後もスバルの元にいる。

### 地球人
星河 大吾（ほしかわ だいご）
声 - 大西健晴
スバルの父親。宇宙人とのコンタクトの実験中に行方不明となる。その時にウォーロックと接触し、宇宙ステーションが破壊されたので、ウォーロックにより生命維持の為自分を含む宇宙ステーションのクルー全員を電波生命体に変えてもらう。
宇宙ステーションから切り離されたブラザーバンド送信システムが、FM星に向けてブラザーバンドの電波を送り続けていることが明らかになり、ブラザーバンド送信システムの中に彼と宇宙ステーションのクルー全員が存在していた。FM王の地球からの撤退命令がFM星人に伝わった後、ブラザーバンド送信システムは機能を停止し、彼と宇宙ステーションのクルー達はいなくなっていた。
終盤、スバルと再会し、ブラザーバンドは未来への希望であり、敵対する相手でも心は通い合ってブラザーバンドで結ばれるとスバルに話す。いつか地球から争い事が無くなることも願っている。そして宇宙の様々な生命体とブラザーバンドを結び、地球との掛け橋となるため、地球をスバルに任せ、宇宙へ旅立った。
星河 あかね（ほしかわ あかね）
声 - 木村亜希子
スバルの母親。夫である大吾が行方不明になった後も明るく優しくスバルに接し、スバルが学校へ通うようになったのを喜んでいる。
料理は得意だが、機械は苦手。ルナに料理を教えた。通販が好きでよく利用しているが、スバルにはあきれられている。
ウォーロックやロックマンのことには気づいていない。
白金 ルナ（しろがね ルナ）
声 - 植田佳奈
コダマ小学校5年A組のクラス委員長。スバル達からは「委員長」、星河あかねや担任教師からは「委員長さん」と呼ばれる。自分で名乗った以外、本編で白金ルナと呼ばれたことはない。
家はコダマ球場3つ分の広さを誇る大豪邸（ゲーム版は高級マンション）。
次期生徒会長になるための点数稼ぎとして、不登校のスバルを学校に連れて行こうとするも、ことごとく失敗。スバルを料理の味見の実験台にしたり、スバルの部屋にあがりこんで掃除したり、強引な面が目立つが、スバルが学校に通い始めた時は学校に馴染めるように優しく接し、馴染んだ以降も積極的に遊びに誘ってくれるあたり、根は素直な優しい子のようである。
視力が悪いのか、コンタクトレンズを常時着用している。ゲームとは違い水色一色のタイツをはいている。就寝時にはドリルを解き、ストレート髪で眠りについている。
第4話にて電波ウイルスによるモノレール事故の際、ロックマンに助けられたことからロックマンにメロメロになっており、ロックマンを「ロックマン様」と呼び、積極的にアプローチする。その精神は凄まじく、オヒュカスによってオヒュカス・クイーンに電波変換させられた際も、オヒュカスの支配を吹っ切ってしまうほどである。この時は、結果的にロックマンによって救出されたが、バトルしている間のことについては忘れていた。
ミソラの大ファンだが、そのミソラが変身したハープ・ノートについては、ロックマンと一緒にいることが多いためか、嫉妬心を抱いている。
次期生徒会長よりもお宝目当てで遊園地を調査しようとしたり、給食のカレーの量でゴン太と揉めたり、あまり大金持ちのお嬢様らしくない言動が多い。
当初の料理の腕は壊滅的だったが、ロックマンに食べてもらうために星河あかねの元で料理修行をして腕が上達し、ロックマンに「おいしい」とまで言わせるほど上手になった。ここに至るまで、散々失敗作を食べさせられていたスバルは「不思議だ」とも漏らした。
終盤、アンドロメダに倒されたロックマンがスバルに戻った瞬間を目撃し、笑顔になり、一転して青ざめてそのまま気絶した。その後もスバルがロックマンであることを認めないと意固地だったが、続編での描写を見ると内心では認めていた様子。
牛島 ゴン太（うしじま ゴンた）
声 - 大畑伸太郎
体の大きいスバルのクラスメイト。がさつで乱暴なところがあり、最初はスバルを「登校拒否」と呼んでいた。
オックスが学校を襲撃した際、オックスによって無理矢理電波変換されオックス・ファイアとなる。ロックマンによって電波変換は解除され、その間の記憶はなくなっている。
ルナに対しては頭があがらないものの少し気になるようで、スバルが学校に行き始めた時にルナがスバルにばかり構っていると、嫉妬してルナと喧嘩をしてしまったことも。ルナと同じくミソラの大ファン。
終盤にロックマンの正体を知るが、ルナと違いスバルがロックマンであることを素直に受け入れている。
最小院 キザマロ（さいしょういん キザマロ）
声 - 儀武ゆう子
メガネを掛けた背の低いスバルのクラスメイト。頭が切れるようで、「ロックマンの正体は身近にいる」という分析もした。
ルナやゴン太と同じくミソラの大ファンであり、ルナの機嫌が悪い時にミソラのコンサートに誘ったことも。ルナとゴン太の姿をしたオヒュカスとオックスを見かけたために、2人がラブラブだと勘違いしていたこともあった（後に誤解は解けた）。
終盤にロックマンの正体を知り、ゴン太同様スバルがロックマンであることを素直に受け入れている。
五陽田 ヘイジ（ごようだ ヘイジ）
声 - 志村知幸
サテラポリスの警部。電波ウイルスや電波人間を追う時に「御用だ御用だ!!」と繰り返して言うのが口癖。頭のアンテナはヘッドギアのパーツであり、頭から生えているわけではない。
電波ウイルスの事件を追いかけ、ロックマンと接触して以来、ロックマンを悪の存在と思いこんでいる。ロックマンが敵なのか味方なのかわからず戸惑ったりもしたが、徐々にロックマンに対する考え方が変わり、中盤以降はロックマンの存在を頼りにするようになる。ロックマンが不完全なアンドロメダを撃破した時は彼を賞賛している。
作中で「ロックマン」という名前を最初に言ったキャラでもある。
天地 守（あまち まもる）
声 - 土田大
天地研究所、通称「AMAKEN」（アマケン）の所長。スバルの父親・大吾の後輩であり、スバルが心を許してよく会いに行く。
27話でロックマンの正体とウォーロックの存在を知る。スバルの事を気にかけていて、宇田海のことも誰よりも心配している。スバルとミソラが電波変換している時も「スバルくん」「ミソラくん」と呼ぶ。
宇田海 深佑（うたがい しんすけ）
声 - 森訓久
アマケンで働く天地の部下。以前勤めていた会社で上司に手柄を奪われたのがきっかけで疑心暗鬼に陥ってしまう。キグナスにその心の隙をつかれ、キグナス・ウィングに電波変換する。ロックマンとの戦闘後キグナスと共に行方不明になったが、再登場した時は完全にキグナスに支配されており、その頭脳を利用され、FM星人が宿主となる人間がいなくとも実体化可能となる電波変換装置を完成させた。
キグナス消滅後は疑心暗鬼も無くなってアマケンに復帰し、発明大王を目指し世のため人のために発明をするが、役に立たないものばかりである。新世代の電波端末であり、本人曰く「トランサーとは別の何か」であるスターキャリアーを完成させ、さらに電波の物質化技術、マテリアライズの開発に心胆を注ぐ。
中盤で既にロックマンとハープ・ノートの正体を知っている数少ない人間の1人。
先生
声 - 塩山由佳
アニメオリジナルキャラクター。スバルのクラスの担任の先生で、優しそうな女性。8話、9話では「担任」とクレジットされた。
響 ミソラ（ひびき ミソラ）
声 - 福圓美里
大人気の少女ミュージシャン。最初はハープによって電波変換時に精神を操られており、ウォーロックの前に初めて電波変換時の姿を現した時は「ハープ・シンガー」と名乗った。操られて電波変換していた時の記憶は無いが、ロックマンの攻撃を受けた衝撃で目を覚まし、その後の電波変換時は自分の意識を保っている。
アイドルとして与えられた歌ばかりを歌っていて、自分の歌が作れないことに悩んでいた。ハープの正体を知った後は自分で歌を作るために、光速で移動できる電波変換の力を利用して世界中を回る（作中ではカチンコチン河という雪山にいた描写があった）。新曲完成後、ニホンに戻って活動を再開し、ドラマの女優やグラビア活動もこなす、自称「戦うアーティスト」。リブラの小説が映画化される際にも主役に抜擢されていた。ただし自分をあくまでミュージシャンだと考えているため、グラビアは嫌っている。マネージャーの金田との関係はゲーム版と違い、比較的良好なようである。
アンドロメダとの決戦前のやりとりから、ハープとの絆はスバルとウォーロックのそれに負けないほど強く固く結ばれていることがうかがえる。戦闘でのロックマンとのコンビネーションは抜群。
ウェーブスキャナーをギターに接続し、その中にハープが入っている。終盤はアマケンから渡された試作品のスターキャリアーを使用する。これによってロックマンと同じようにバトルカードを使用できるようになった。
金田 金太郎（かねだ きんたろう）
声 - 鈴木琢磨
ミソラのマネージャー。彼女のわがまま（勝手にどこかに行っている、デビュー当時の服を着るのを嫌がる）に苦労しており、稼いでもらいたいと口にする辺り、金に対する執着心は強い様子。
双葉 ツカサ（ふたば ツカサ）
声 - 甲斐田ゆき
スバルと同じコダマ小学校に通うC組（ゲーム版ではA組）の少年。
トラック横転事故に巻き込まれ、生死の境目を彷徨っていたところをジェミニに助けられる。自分が事故の際に他の人間から見殺しにされたことを恨み、地球全人類を抹殺しようと自らジェミニを受け入れ、電波変換しジェミニ・スパークとなる。
表向きは穏やかでスバルとも友好に接しているが、真の顔は残虐非道であり、地球人に恐怖を与えようと様々な事件を起こそうとする。ジェミニとは出会ってすぐに完全に同化したようで、ジェミニ・スパークとして初登場した際には1人でもロックマンを圧倒するほどの戦闘能力を見せた。
電波彗星が接近した際、同化しているジェミニの影響なのか、体が苦しくなり身動きが取れなくなっていた。
終盤でロックマンの攻撃で電波変換が解け、正体を知られたことから撤収し、不完全ながらもアンドロメダを再起動させる。アンドロメダが戦闘不能に陥った際、最後の手段としてジェミニを抹殺して鍵を完全に復活させ、地球抹殺を再開しつつ宇宙への逃亡を図ったが、ケフェウスに阻止された。
ケフェウスに事故後の記憶を消されたようで、その後は、事故以前のように穏やかな学校生活を送っている。
育田 道徳（いくた みちのり）
声 - 浜田賢二
全国を回り、科学の面白さを子供科学館にて教えている講師。
リブラに体を乗っ取られ強制的にリブラ・バランスに電波変換させられたが、無事救出された。
挟見 千代吉（はさみ ちよきち）
声 - 水田わさび
ミソラのファンの少年。頻繁にミソラの楽屋に入り込もうとしていたらしい。
キャンサーに取り付かれてキャンサー・バブルに電波変換してしまうが、救出された。
尾上 十郎（おがみ じゅうろう）
声 - 稲田徹
お金持ちの家で働く植木職人。江戸っ子口調。
ウルフに取り付かれ、ウルフ・フォレストに電波変換してしまう。ウルフに取り付かれている間、丸い物を見ると体の一部が電波変換するようになってしまっていた。取り付いてきたウルフを無意識のうちに封じ込めたり、凶暴なウルフの電波変換を自力で解除するほど強い精神力の持ち主。
鳳 姫香（おおとり ひめか）
声 - 豊口めぐみ
アニメオリジナルキャラクター。尾上が働くお屋敷のお嬢様で、尾上を「十郎様」と呼び、とても信頼している。
ジャン・クローヌ・ヴェルモンド・ジョルジョワーヌ14世
声 - 福田信昭
500年前の国王。わがままな性格から国を追放され、ニホン近海で船が沈没し死亡。その遺骨がクラウンに取り付かれ、クラウン・サンダーに電波変換する。
ロックマン、ハープ・ノートと戦った後、遺骨は再び海底へと沈んでいった。
なお、遺骨は23話にのみ登場。クラウンがキグナスにより人間体を手にした際、当初は矢が刺さっていた。
朝倉 マユ（あさくら マユ）
声 - 松来未祐
アニメオリジナルキャラクター。一時仲間と袂を分かち、当てもなく彷徨いウェーブスキャナーに入り込んできたウルフを勝手に「リッキー」と名付け電波ペットとして溺愛。甲斐甲斐しく世話を続け、根っからの一匹狼気質のウルフの心境に変化をもたらした。また他にも、フランキーというハムスターを飼っている。
後に電波ペットのコンテストに参加し決勝戦まで勝ち進むも、対戦相手のウォーロックとの衝突がきっかけでウルフは暴走。彼女の説得と涙により正気を取り戻したが、それを機にウルフはマユの元を去っていった。その後、ウルフは「自分の代わりに」とこっそりと新しい電波ペットを与え、彼女はそれを「コリッキー」と名付ける。彼女自身、ウルフから与えられたと気付いているのかどうかは不明だが「リッキーの赤ちゃん」として接していた。コリッキーは最初は立つこともおろそかな赤ん坊だったが、終盤にはウルフによく似た容姿の立派な電波ペットに成長していた。
なお、続編のトライブの最終回では、コリッキーを連れてミソラのライブに参加している姿が見られる（何故かコリッキーは赤ん坊に戻っている）。

### AM星人
ペガサス・マジック、レオ・キングダム、ドラゴン・スカイ
声 - 安井邦彦（ペガサス）、古澤徹（レオ）、大川透（ドラゴン）
ペガサス、レオ、ドラゴンの3つのサテライトの管理者。総じて「AMの三賢者」と言われる、知恵と勇気をバランスよく備えた勇者達であり、AM星が破壊された後に地球へ逃げてきたAM星人最後の生き残り。キグナス・ウィングに処刑されかけたスバルをサテライト・ペガサスへ転送する。スバルにウォーロックとの信頼を諭した直後に寿命を迎え、スターフォースを託して消滅したと思われた。ロックマンがアンドロメダに敗れた際、3つのサテライトとカードが反応して復活し、ウォーロックの前に現れ彼がAM星人であることを告げた。終盤、実体化し全員アンドロメダに特攻して消滅した。モチーフはそれぞれペガサス座、しし座、りゅう座。

### FM星人
55話での星河大吾によれば、自ら作り出したアンドロメダの鍵の影響により好戦的で懐疑的になっていたとのこと。ケフェウスによればその後、ブラザーバンドの電波で正気を取り戻した。
キグナス
声 - 神奈延年
白鳥の姿をしたFM星人。ウォーロックの持つアンドロメダの鍵を取り戻すため地球へと追撃した結果、相撃ちとなる。その後、周波数の合う宇田海の前に現れ、疑心暗鬼に陥っていた彼の心につけ込み、キグナス・ウィングに電波変換する。人間時や電波変換時は宇田海の影響なのか、宇田海の声で喋り、宇田海のように敬語を使うことがある。ロックマンとの戦闘後は形勢不利と判断し宇田海と共に逃走するも、後に宇田海と一心同体となった状態で再登場。宇田海の姿を利用し、ウォーロックがスバルの父親を殺した奴だと言い、スバルを動揺させる。さらに宇田海の技術力で、FM星人が宿主となる人間がいなくとも電波変換可能となる電波変換装置を発明し、自由に電波変換させる条件と引き換えに他のFM星人を自らの指揮下に置き、地球全体に宣戦布告する。6対1の戦いでロックマンを圧倒してウォーロックからアンドロメダの鍵を奪い、地球消滅によってオックス達も消し去って手柄を自分だけのものにしようとしたが、アンドロメダが地球を破壊する直前、アンドロメダの鍵を奪ってFM星を乗っ取ろうとするジェミニ・スパークの奇襲と、ロックマン・ファイアレオのアトミックブレイザーが命中して宇田海と分離し、そのまま消滅。宇宙ステーションの回想シーンにも登場。
モチーフははくちょう座。
オックス
声 - 檜山修之
牛の姿をしたFM星人。FM星人最強のパワーを持っているが、性格は単純で知能も低く、荒っぽい。攻撃も力任せに突っ込むのが主である。コダマ小学校でウォーロックと交戦した時、パワーアップする目的でゴン太と電波変換してオックス・ファイアとなる。ルナを人質にとりロックマンを追い詰めるが敗れ、ゴン太と分離し逃走。
その後、電波変換装置を持つキグナスの指揮下に入る。何故かルナに変身しているオヒュカスには頭が上がらない。赤色に興奮するため、オヒュカスが放ったスネークレギオン・レッドスネークを見てパワーを上げたことも。電波彗星の影響を受けた時は、大きないびきをあげながら寝てしまっていた。FM星から帰還命令が出て最後に地球で何をしようか考えていたところ、仲間達とは入れ違いに現れたジェミニ・スパークに背後からエレキソードで貫かれ、デリートされる。
モチーフはおうし座。
ハープ
声 - 氷上恭子
ハープの姿をした女性のFM星人。マイペースで気紛れな性格で、派手好きな一面も持つ。電波体のままでは戦闘力が高くないようで、ウォーロックに圧倒され、ジェミニからは「戦士としては役立たず」と言われているありさま。
当初は「上から言われて仕方なく」という理由でウォーロックと敵対。「音楽の女神」と嘯いてミソラに近付き、彼女を利用してアンドロメダの鍵を取り戻し、地球人の抹殺を遂行しようとしたが、ミソラが真相を知ってからは足を洗い、ミソラのために自分の力を使おうと考え、行動を共にするようになる。
地球はどうなってもいいと思っていたが、ミソラだけは守ってあげたいと考えており、「やーね、FM星人が地球人を好きになるなんて」と、スバルとウォーロックに話す。仲間を裏切りウォーロックの味方として、他のFM星人と戦うのはウォーロック同様抵抗がないようである。ミソラ同様に音楽が好きらしい。彼女曰く「ホント暇ね、人間て」。しかしミソラの通うスタジオを気に入っている。終盤にジェミニに命を狙われるが、ロックマンにより救われる。
モチーフはこと座。
リブラ
声 - 白熊寛嗣
天秤の姿をしたFM星人。自分や相手にAとB、2つの選択肢を問いかけ、どちらかの答えを選ばせる。電波体のままでロックマンと戦うもダメージを受け、傷を癒す為育田の体を乗っ取り、正体を看破されると電波変換しリブラ・バランスとして再度戦うが、治りきっていない傷が災いし敗北、分離し逃走。
その後、電波変換装置を持つキグナスの指揮下に入る。装置によって育田の姿で活動している時、人間を調査する目的でTV局に潜入して「ラブリィ・バランス」という名前で番組パーソナリティーをし、「貴様に選択の自由を与えましょう!!」という台詞も受けて大人気となったが、後に飽きられてクビになった。
さらに、地球での実体験を書いた「宇宙人も悩んでいる（作者・宇宙人）」というタイトルの本が50万部突破のベストセラーになったりと、地球の生活に馴染んでいるようでもある。また小説がヒットした際、自分自身が炎のリブラと水のリブラの2つの人格に分かれてしまい、たびたび人格が入れ替わっていたことがあった。電波彗星の影響を受けた時は「おはようございます!」や「こんにちは!」をひたすら連発していた。52話にて基地で自身の荷物整理をしている途中ジェミニ・スパークに襲われ、ジェミニサンダーでデリートされる。
モチーフはてんびん座。
ジェミニ
声 - 私市淳
1つの体に2つの顔を持つFM星人。事故で瀕死に陥ったツカサを助けることで自らのパートナーとし、共にジェミニ・スパークへと電波変換する。電波変換すると2体になり、1体でもロックマンと互角以上の実力で、ブラックにはジェミニの、ホワイトにはツカサの人格が宿っている。さらに2体のコンビネーションでロックマンを圧倒し、2度もロックマンを惨敗に喫させたが、ハープ・ノートの援護によりとどめを刺せずに去っていく。その後、警戒心の無いキャンサーをそそのかし、結果的に他のオックス達5人をアンドロメダ復活のために利用する。
アンドロメダの鍵のマイナスエネルギーを地球人から恐怖などを集めるよりも手っ取り早い方法として、オックスを殺し、その後もキャンサーを除く他のFM星人を次々と殺害。そしてキャンサーには前に渡した鍵は偽者だと告白、後1体殺せばアンドロメダが復活するとしてAMAKENに保護されたキャンサーの代わりにハープを狙うが、ロックマンに妨害される。戦いに敗れロックマン達にもツカサの姿を見られるがその後、不完全ながらもアンドロメダを再起動させた。地球人から恐怖を集めアンドロメダの鍵のマイナスエネルギーを完全なものにするべく、アンドロメダには世界各地で破壊活動を行わせる。アンドロメダの力でFM王を倒し、FM星を乗っ取ることも目的としている。ケフェウスへの反逆の態度は、「弱気なケフェウスなど宇宙のゴミだ!」と言うほど。不完全なアンドロメダをロックマンとAM星人によって破壊された時、ツカサにアンドロメダを完全に復活させる目的でエレキソードで体を貫かれ、消滅。ツカサがジェミニと完全に同化していたためかジェミニが消滅してもツカサの変身は解けなかった。
モチーフはふたご座。
キャンサー
声 - 中村大樹
カニの姿をしたFM星人。一人称は「オイラ」が基本だが、「僕」や「オレッチ」の場合もある。千代吉と電波変換する。人間時や電波変換時だと声が変わる。語尾に「ブク」を付けるのが特徴。千代吉の意識の影響でミソラのファンになってしまい、ミソラのコンサート会場に乗り込み、周囲の人間を泡で包み込んだりして大騒動を引き起こすがハープ・ノートに敗れ、千代吉と分離し逃亡。唯一、初登場が1話のみでしかもハープ・ノート1人に倒されたFM星人である。
その後、電波変換装置を持つキグナスの指揮下に入る。キグナス亡き後はジェミニの勧めでFM星人達のリーダー（自分ではそう思っているが単なるまとめ役）となる。その実力ゆえ最初は誰もついてこなかったが、行方不明だったアンドロメダの鍵を取り戻した（実際はジェミニから渡された）ことでうまくまとめ上げた。ミソラの大ファンだということでクラウンとはかなりの仲良しである。ミソラを「ミソラっち」と呼び、ミソラの出演するドラマは徹底的にチェックして録画し、基地にはミソラの人形も置いてある。電波彗星の影響を受けた時、キャンサーとクラウンだけはおかしな変化はなく、一時的なパワーアップをした。キャンサーは巨大化の能力を得たが、実は攻撃範囲が広がっただけで戦闘力そのものや体重は変わっておらず、あっけなくロックマンに敗北。
ロックマン、ハープ・ノートとの戦いの中でキャンサーの持っていたアンドロメダの鍵（偽物）は壊れた。その直後にFM星からの帰還命令が下り、泣き叫んでいたところをクラウンになだめられて基地に戻る。地球での最後の思い出をミソラのコンサートにした。クラウンと一緒にミソラのコンサート会場に向かう途中ジェミニ・スパークに襲われ、鍵が偽者であったと告げられた後、クラウンの死を目の当たりにし、ウォーロックに助けを求める。アマケンで保護されるが、宇田海には疫病神扱いされた。宇田海からハープ・ノートの正体がミソラであることを聞き、驚愕していた。彼の脳内イメージによるとミソラとハープ・ノートは対極にあるようで、「ハープ・ノートはミソラとは大違いの乱暴者」と言っている。アンドロメダの攻撃を受けたロックマンとハープ･ノートを救出した。ハープ・ノートの正体がミソラだと知っても、ミソラが大好きなのには変わりない様子。ハープ・ノートと共に最後の戦いを見届けている。ジェミニも消滅したことを考えれば、地球を破壊しようとしたFM星人の中で、ハープと共に最後の生き残りとなった。
モチーフはかに座。
ウルフ
声 - 川島得愛
狼の姿をしたFM星人。尾上と電波変換する。FM星人の中で最も凶暴な性格。尾上の強い精神力に体を支配出来ずトランサーに潜んでいたが、ジェミニ・スパークの助けによって力を覚醒させた。ロックマンとハープ・ノートを追い詰めたが、姫香の呼びかけに尾上が意識を取り戻し、電波変換を解除されたところをロックマンとハープ・ノートに攻撃され逃亡。
その後、電波変換装置を持つキグナスの指揮下に入る。オックスと仲が悪く、共に行動するようになってからはしばしば喧嘩をしていて、オックスに「カルビ」と言い、オックスからは「犬」と言われている。電波彗星の影響を受けた時は吠えてばかりの犬そのものになってしまっていた。
一時期、犬猿の仲のオックスを相手にするのに嫌気が差して基地を出て行き、五陽田に追い掛けられることに。そんな中、偶然出会ったマユのウェーブスキャナーに逃げ込むが、そこで一晩居眠りしている間に何故か犬の様な姿に変身してしまい、マユの電波ペットにされてしまう。ペット扱いされていた当初は嫌そうにしていたが、マユと過ごしている内に「悪くねーな、こういうのも」と思うようになり、電波ペットのコンテストではマユを喜ばせてあげようとまで考えるようになった。コンテストの決勝ではウォーロックと対戦するも、満月を見てウルフ・フォレストとして暴走してしまう。マユの説得で正気を取り戻し会場から逃亡するが、FM星人としてこれ以上マユの傍にはいられないと考え、「俺様の代わりに可愛がってもらうんだぜ」としてこっそりマユに新しい電波ペットを与え、FM星人基地へと帰って行った。
FM星への帰還前の各々の自由行動の際には、再びマユの元を訪れる。自分の与えた電波ペットと戯れるマユの姿を眺めながら、彼女と過ごした日々に「いい土産話になった」との想いを馳せ、密かに別れの言葉を残しその場を立ち去ろうとしたところ、ジェミニ・スパークに襲われデリートされた。
モチーフはおおかみ座。
クラウン
声 - 宗矢樹頼
頭に冠を被ったFM星人。一人称は「余」または「ワシ」。クローヌ14世との電波変換で不死身の体を得た。自称「電波界の無冠の帝王」だが、ウォーロック曰く「弱いくせに人を驚かすのが好きな最低の奴」とのこと。電波変換時はその見た目から、ウォーロックやオックスから「骨」と言われ、ハープ・ノートからは「ガイコツ」と言われた。人を驚かせるのが好きなため、廃墟となった遊園地に宝があるという噂を流し、探しに来た人々を驚かせて楽しんでいた。不死身の体でロックマンを追い詰めるも、地縛霊としての弱点を看破され倒された。
その後、電波変換装置を持つキグナスの指揮下に入る。キャンサー同様ミソラの大ファンであり、ファンになった理由は不明だが、ファンであることは37話で判明。ミソラを「ミソラちゃん」と呼ぶ。ミソラの大ファンだということでキャンサーとはかなりの仲良しであり、キャンサーと一緒にミソラの出演するドラマを見たり、ルナを怒らせてマイナスエネルギーを溜める作戦を2人で実行した。電波彗星の影響を受けた時はキャンサーと同様に一時的にパワーアップし、クラウンは骨と合体する能力が身についてロックマンを追い詰めたが、犬と化していたウルフ・フォレストの乱入のせいで結局敗北。FM星への帰還命令が下った後、帰る前にミソラのコンサートチケットを取っており、最後の思い出をキャンサーと一緒にコンサートに行くことにした。キャンサーと一緒にミソラのコンサート会場に向かう途中、ジェミニ・スパークに襲われ、鍵が偽者であったと告げられた後、頭部をエレキソードで貫かれ消滅。死の直前、キャンサーに逃げるよう促した。
モチーフはかんむり座。
オヒュカス
声 - 茂呂田かおる
蛇遣いの姿をした女性のFM星人。自分と周波数の合うルナに取り付き電波変換する。しかしルナのロックマンへの異常な恋心とハープ・ノートに対する嫉妬心が強過ぎた為に人格を完全に抑え込めず、意識が融合してしまう。FM星人の中でも戦闘力が高く、ルナと100%に近く同調したこともあり強い力を発揮できたが、ロックマンとハープ・ノートのコンビネーションの前に敗れ、ルナと分離し逃走。
その後、電波変換装置を持つキグナスの指揮下に入る。リブラがクビになりロケ弁当が手に入らなくなったので、その後は彼女が多数のバイトをしてFM星人の生活費を稼ぎつつ貯金もするという、地球人とまるで変わりない状況になり、食べ物にケチつけたり無駄遣いばかりする仲間達（特にキャンサー）には激怒している。ルナの姿に変身していると迫力があるようで、オックス達は彼女が怒ると逆らえなくなる。電波彗星の影響を受けた時は、かわい子ぶるような性格になってしまい、「オヒュカス、いけないスイッチ入っちゃいそう!」などと言い、はしゃいでいた。52話にて節約で稼いだお金で買い物を楽しんでいる途中にジェミニ・スパークに襲われ、エレキソードでデリートされる。
モチーフはへびつかい座。
ケフェウス
声 - 村井かずさ
FM星の王。現れる時は黄緑色のオーロラを伴い、巨大な姿をしている。自ら作り出したアンドロメダの鍵の影響で好戦的で懐疑的になってしまい、地球人の友情を敵対行為と誤解し、51話まではアンドロメダを使って地球を破壊しようとしていた。51話でブラザーバンドによって目覚め、他のFM星人たちに母星への帰還命令を出した。最終話において初めてスバル達の前に姿を現し、AM星を破壊した時と同じ過ちを繰り返そうとしていたとして謝罪した。電波生命体となった大吾を保護しており、スバルを彼に会わせた。モチーフはケフェウス座。

### 電波人間
ロックマン
スバルとウォーロックが電波変換した姿。バトルカードを左手のウォーロックにプレデーションさせることで、カードの力を使用する。必殺技はロックバスター。また、スターフォースでそれぞれアイスペガサス、ファイアレオ、グリーンドラゴンに変身する。それぞれの必殺技はマジシャンズフリーズ、アトミックブレイザー、エレメンタルサイクロン。
キグナス・ウィング
宇田海がキグナスに憑依され、電波変換した姿。翼で自分の体を覆うことで防御可能。主な必殺技はダンシングスワン。
オックス・ファイア
ゴン太がオックスに憑依され、電波変換した姿。主な必殺技はファイアブレス。
ハープ・ノート
ミソラとハープが電波変換した姿。主な必殺技はショックノート。スターキャリアー登場後はバトルカードも使用。
リブラ・バランス
育田がリブラに憑依され、電波変換した姿。主な必殺技はリブラスイング。
ジェミニ・スパーク
ツカサとジェミニが電波変換した姿。電波変換するとホワイトとブラックの2体に分かれ、ホワイトがツカサで、ブラックがジェミニである。ホワイトは左腕が、ブラックは右腕が巨大となっている。主な必殺技はジェミニサンダー。その強さは一人でも通常形態のロックマンを圧倒するほどで、ロックマンを戦闘不能にしたこともある。
キャンサー・バブル
千代吉がキャンサーに憑依され、電波変換した姿。主な必殺技はブーメランカッター。
ウルフ・フォレスト
尾上がウルフに憑依され、電波変換した姿。主な必殺技はワイドクロー。満月を見ると体が赤くなって爪も大きくなり、通常の何倍にもパワーアップする。
クラウン・サンダー
クローヌ14世がクラウンに憑依され、電波変換した姿。主な必殺技はフォールサンダー。
オヒュカス・クイーン
ルナがオヒュカスに憑依され、電波変換した姿。主な必殺技はゴルゴンアイ。

## 用語
ビジライザー
スバルが持っている、電波を視覚できる特殊なメガネ。普段は額に上げているが、ウォーロックと話をする時や、電波異常が起こった時など必要な時に掛け、その原因を「目視」する。元々は大吾のもので、ステーション事故の現場に残されていたものが回収され、天地からスバルに渡された。
トランサー
腕につける。通信可能など多彩な機能を持つ。ウォーロックは42話序盤までこれに入っていた。
ウェーブスキャナー
手に持てるほど小さい。機能はトランサーと変わらない。スバルもトランサーが壊れた後に使用。スバルが使ったものは「アマケンの特別製」との事だったが、特別な機能は何も出なかった。FM星人も使用していて、人間の姿から電波変換する時に手に持ち、33話ではキャンサーがバトルカードをオックスとウルフに、35話でもオックスに転送し、オックス達の攻撃力を上げている。その後は使うシーンがあまり無いが、手に持つシーンが無いだけで常に所持している可能性もある。リブラは人間の姿でスキャナーを電話などとして使用していた。
スターキャリアー
アマケンからスバルとミソラがアンドロメダの戦いに向けてもらった。全てのバトルカードが組み込まれている為、プレデーションする事なくバトルカードが使える。その為、ロックマンとハープ・ノートは迅速にバトルカードを使用できる。トランサーやウェーブスキャナーでは不可能だった、電波変換しているスバルやミソラとの通信が可能となり、ビジライザー無しでも電波空間を見る事ができる。
ブラザーバンド
星河大吾ら宇宙ステーションのクルー達が、宇宙人との友好関係を築く為に行い、送信していた電波。ブラザーバンドの送信システムは宇宙ステーションに搭載されていたが、送信システムは切り離され、FM星へ電波を送り続けていた。50話、51話では送信システム内に大吾ら宇宙ステーションのクルー達がいたが、FM王の撤退命令後は送信システムは機能を停止し、大吾や宇宙ステーションのクルー達の存在も無くなっていた。
アンドロメダの鍵
アンドロメダを起動する際に使用。これを持っている者がアンドロメダを操れる。ウォーロックはこれを持って逃亡した。29話でキグナスに奪われ、31話でロックマンに破壊されるが、壊し方が不完全だったのかマイナスエネルギーが抜けただけだった。これを使いアンドロメダを起動させ操るには、アンドロメダの鍵にマイナスエネルギーが溜まっていなければならない。ジェミニ・スパークが他のFM星人を次々と殺し、不完全ながらアンドロメダを起動させた。55話にてジェミニもツカサによりアンドロメダ復活の生贄にされ再び地球抹殺を始めた際、ロックマンによって完全に破壊された。
アンドロメダ
惑星破壊の最終兵器。アンドロメダの鍵を発動させる事で姿を現し、それによって操られる。標的となった星を内部から破壊する事ができ、鍵がある限りいくらでも復活する。最初は鬼の角が生えた牙をもつ怪物の顔のようだが、惑星を内部から破壊する時や戦闘時には、巨大な手を持つ人間の上半身のような姿になる。ウォーロックが起動させ、後に地球の奥底に消えるが、その後再び地上に姿を現し、終盤にて再起動する。攻撃技は隕石やミサイル（ギガミサイル）、レーザー（ネビュラブレイカー）の他、大量の電波ウイルスを送り込んだり、都市を一瞬で壊滅させる力を持つ。装甲は圧倒的に頑丈でバトルカードはおろか、スターブレイクしたロックマンに対しても無傷。55話にて実体化したAM星人の特攻により両腕を失う致命傷を負い、ロックマンのブレイクサーベルに敗れるが、ツカサによって鍵を完全に満たして復活し、再度地球を破壊しようとする。しかし、寸前のところでロックマンが鍵を破壊し、アンドロメダ自体もケフェウスによって解体された。モチーフはアンドロメダ座。

## スタッフ
- 原案 - CAPCOM
- 連載 - コロコロコミック、学年別学習雑誌 〜小学館〜
- 監督 - 加戸誉夫
- シリーズ構成 - 荒木憲一
- キャラクターデザイン - 足立慎吾
- プロップデザイン - 近岡直
- 美術監督 - 小山俊久
- 色彩設計 - 松岡珠江
- 撮影監督 - 広瀬勝利
- 編集 - 萩野郷子
- 音楽 - 鳴瀬シュウヘイ
- 音響監督 - 渡辺淳
- スーパーバイザー - 稲船敬二、佐上靖之
- アニメーションプロデューサー - 千野孝敏
- アニメーション制作 - XEBEC
- 製作 - テレビ東京、小学館プロダクション

## 主題歌
オープニングテーマ「ハートウェーブ」
作詞 - marf / 作曲・編曲 - 鳴瀬シュウヘイ / 歌 - 響ミソラ
- 48話・49話・54話・55話ではオープニングが省略され、本編にスタッフクレジットが重ねられた。
- 17話・18話では挿入歌としても使用された。
- 2007年3月28日発売の『ロックマンエグゼシリーズ ボーカル・アルバム』にボーナストラックとして収録（TVサイズ）。

この他に、ミソラが歌う挿入歌が2曲存在する（曲名不明）。

## 各話リスト
| 話数 | サブタイトル                 | 脚本           | 絵コンテ     | 演出     | 作画監督 | 放送日         |
| ---- | ---------------------------- | -------------- | ------------ | -------- | -------- | -------------- |
| 1    | 逃亡者ウォーロック           | 荒木憲一       | 加戸誉夫     | 武藤公春 | 野本正幸 | 2006年 10月7日 |
| 2    | ファーストコンタクト         | 荒木憲一       | 加戸誉夫     | 武藤公春 | 野本正幸 | 10月14日       |
| 3    | 電波ウイルス                 | 荒木憲一       | 孫承希       | 孫承希   | 高橋晃   | 10月21日       |
| 4    | 電波変換!                    | 荒木憲一       | 加戸誉夫     | 浦田保則 | 高橋晃   | 10月28日       |
| 5    | スバル、オン・エア!!         | 関島眞頼       | どじゃがげん | 武藤公春 | 野本正幸 | 11月4日        |
| 6    | キグナスの挑戦!              | 関島眞頼       | どじゃがげん | 武藤公春 | 野本正幸 | 11月11日       |
| 7    | 衛星墜落!                    | 関島眞頼       | どじゃがげん | 武藤公春 | 野本正幸 | 11月18日       |
| 8    | オックス襲来!                | 久保田雅史     | 浦田保則     | 浦田保則 | 高橋晃   | 11月25日       |
| 9    | 暴走オックス・ファイア       | 久保田雅史     | 孫承希       | 孫承希   | 高橋晃   | 12月2日        |
| 10   | ハープ・シンガー見参!        | 千葉克彦       | どじゃがげん | 武藤公春 | 野本正幸 | 12月9日        |
| 11   | ハープ・ノート推参!          | 千葉克彦       | 大槻敦史     | 大槻敦史 | 足立慎吾 | 12月16日       |
| 12   | ウイルス人間現わる!          | 山田健一       | 大槻敦史     | 大槻敦史 | 高橋晃   | 12月23日       |
| 13   | 育田先生の科学教室           | あみやまさはる | どじゃがげん | 武藤公春 | 野本正幸 | 2007年 1月6日  |
| 14   | リブラ育田の危険な科学教室   | あみやまさはる | どじゃがげん | 武藤公春 | 野本正幸 | 1月13日        |
| 15   | 笑う電波空間                 | 荒木憲一       | 浦田保則     | 浦田保則 | 高橋晃   | 1月20日        |
| 16   | 怒る電波空間                 | 荒木憲一       | 浦田保則     | 浦田保則 | 高橋晃   | 1月27日        |
| 17   | 唄う電波空間                 | 荒木憲一       | 孫承希       | 孫承希   | 高橋晃   | 2月3日         |
| 18   | キャンサー参上ブク!          | 山田健一       | 大槻敦史     | 大槻敦史 | 足立慎吾 | 2月10日        |
| 19   | ロックマン急便               | あみやまさはる | どじゃがげん | 武藤公春 | 野本正幸 | 2月17日        |
| 20   | 植木職人は月に吠える         | 久保田雅史     | どじゃがげん | 武藤公春 | 野本正幸 | 2月24日        |
| 21   | ウルフ 怒りの咆哮!           | 久保田雅史     | どじゃがげん | 武藤公春 | 野本正幸 | 3月3日         |
| 22   | デンパなユーレイ             | 関島眞頼       | 浦田保則     | 浦田保則 | 高橋晃   | 3月10日        |
| 23   | 不死身のジバク霊             | 関島眞頼       | 浦田保則     | 浦田保則 | 足立慎吾 | 3月17日        |
| 24   | オヒュカス・クイーン         | 千葉克彦       | どじゃがげん | 武藤公春 | 野本正幸 | 3月24日        |
| 25   | 愛しのロックマン様           | 千葉克彦       | どじゃがげん | 武藤公春 | 野本正幸 | 3月31日        |
| 26   | 帰って来た男                 | 荒木憲一       | 大槻敦史     | 大槻敦史 | 足立慎吾 | 4月7日         |
| 27   | キグナス軍団                 | 荒木憲一       | 大槻敦史     | 大槻敦史 | 足立慎吾 | 4月14日        |
| 28   | 電波クライシス               | 荒木憲一       | どじゃがげん | 武藤公春 | 野本正幸 | 4月21日        |
| 29   | サテライトの奇蹟             | 荒木憲一       | どじゃがげん | 武藤公春 | 野本正幸 | 4月28日        |
| 30   | 賢者の祈り                   | 関島眞頼       | 浦田保則     | 浦田保則 | 高橋晃   | 5月5日         |
| 31   | スターフォース!              | 関島眞頼       | 浦田保則     | 浦田保則 | 高橋晃   | 5月12日        |
| 32   | 結集! FM星団                 | 千葉克彦       | どじゃがげん | 武藤公春 | 野本正幸 | 5月19日        |
| 33   | 逆襲! FM星団                 | 千葉克彦       | どじゃがげん | 武藤公春 | 野本正幸 | 5月26日        |
| 34   | キザマロは見た!              | あみやまさはる | 大槻敦史     | 武藤公春 | 野本正幸 | 6月2日         |
| 35   | 知りすぎたキザマロ           | あみやまさはる | 大槻敦史     | 大槻敦史 | 高橋晃   | 6月9日         |
| 36   | ラブリィ・アンバランス       | 丸川直子       | どじゃがげん | 武藤公春 | 野本正幸 | 6月16日        |
| 37   | リブラの選択                 | 丸川直子       | どじゃがげん | 武藤公春 | 野本正幸 | 6月23日        |
| 38   | 一匹狼、飼われる             | 久保田雅史     | 大槻敦史     | 大槻敦史 | 足立慎吾 | 6月30日        |
| 39   | 飼われた狼、暴れる           | 久保田雅史     | 大槻敦史     | 大槻敦史 | 足立慎吾 | 7月7日         |
| 40   | 委員長失恋大作戦ブク!        | 松村ゆかり     | どじゃがげん | 武藤公春 | 野本正幸 | 7月14日        |
| 41   | ドラマで修羅場の大作戦ブク!  | 松村ゆかり     | どじゃがげん | 武藤公春 | 野本正幸 | 7月21日        |
| 42   | 発明大魔王宇田海             | 千葉克彦       | 孫承希       | 孫承希   | 高橋晃   | 7月28日        |
| 43   | アマケン大パニック           | 千葉克彦       | 孫承希       | 孫承希   | 高橋晃   | 8月4日         |
| 44   | リブラ・バランス崩壊         | あみやまさはる | どじゃがげん | 武藤公春 | 野本正幸 | 8月11日        |
| 45   | 宇宙人も悩んでいる           | あみやまさはる | どじゃがげん | 武藤公春 | 野本正幸 | 8月18日        |
| 46   | Wルナの大奮闘                | 久保田雅史     | 大槻敦史     | 大槻敦史 | 高橋晃   | 8月25日        |
| 47   | Wルナの天国と地獄            | 久保田雅史     | 大槻敦史     | 大槻敦史 | 高橋晃   | 9月1日         |
| 48   | ウォーロックはジェントルマン | 関島眞頼       | どじゃがげん | 武藤公春 | 野本正幸 | 9月8日         |
| 49   | がいこつチェンジ!            | 関島眞頼       | どじゃがげん | 武藤公春 | 野本正幸 | 9月15日        |
| 50   | 告白                         | 荒木憲一       | どじゃがげん | 武藤公春 | 野本正幸 | 9月22日        |
| 51   | ブラザーバンド               | 荒木憲一       | どじゃがげん | 武藤公春 | 野本正幸 | 9月29日        |
| 52   | マイナスエネルギー           | 丸川直子       | 松田剛吏     | 高橋秀弥 | 足立慎吾 | 10月6日        |
| 53   | ふたつの絆                   | 丸川直子       | 松田剛吏     | 高橋秀弥 | 近岡直   | 10月13日       |
| 54   | アンドロメダ                 | 荒木憲一       | どじゃがげん | 黒田幸生 | 清水泰夫 | 10月20日       |
| 55   | FM王ケフェウス               | 荒木憲一       | どじゃがげん | 黒田幸生 | 清水泰夫 | 10月27日       |